# ゴグとマゴグ
ゴグとマゴグ（英語: Gog and Magog、ヘブライ語: גּוֹג וּמָגוֹג（ヘブライ語ラテン翻字: Gog u-Magog））は、主に旧約聖書のエゼキエル書と新約聖書のヨハネの黙示録に登場する神に逆らう勢力。もしくは、マゴグは、ゴグがいる場所や国を指す。
創世記ではマゴグはヤペテの子とされる。

ヤペテの子孫はゴメル、マゴグ、マダイ、ヤワン、トバル、メセク、テラスであった。（口語訳聖書：創世記10章2節）　

## 聖書の記述

### エゼキエル書
ゴグはマゴグの地にあり、メセクとトバルの大君（口語訳、新共同訳では「総首長」）とされる。
ゴグの軍隊は強力な大軍であるとされる。

人の子よ、メセクとトバルの大君であるマゴグの地のゴグに、あなたの顔を向け、これに対して預言して、言え。
主なる神はこう言われる、メセクとトバルの大君であるゴグよ、見よ、わたしはあなたの敵となる。
わたしはあなたを引きもどし、あなたのあごにかぎをかけて、あなたと、あなたのすべての軍勢と、馬と、騎兵とを引き出す。彼らはみな武具をつけ、大盾、小盾を持ち、すべてつるぎをとる者で大軍である。
ペルシャ、エチオピヤ、プテは彼らと共におり、みな盾とかぶとを持つ。ゴメルとそのすべての軍隊、北の果のベテ・トガルマと、そのすべての軍隊など、多くの民もあなたと共におる。あなたは備えをなせ。あなたとあなたの所に集まった軍隊は、みな備えをなせ。そしてあなたは彼らの保護者となれ。（口語訳聖書：エゼキエル書38章2-7節）  

ゴグは終わりの日にイスラエルに攻め上るとされる。そして神の裁きによって滅ぼされるとされる。

多くの日の後、あなたは集められ、終りの年にあなたは戦いから回復された地、すなわち多くの民の中から、人々が集められた地に向かい、久しく荒れすたれたイスラエルの山々に向かって進む。その人々は国々から導き出されて、みな安らかに住んでいる。あなたはそのすべての軍隊および多くの民を率いて上り、暴風のように進み、雲のように地をおおう。 
主なる神はこう言われる、その日に、あなたの心に思いが起り、悪い計りごとを企てて、言う、『わたしは無防備の村々の地に上り、穏やかにして安らかに住む民、すべて石がきもなく、貫の木も門もない地に住む者どもを攻めよう』と。そしてあなたは物を奪い、物をかすめ、いま人の住むようになっている荒れ跡を攻め、また国々から集まってきて、地の中央に住み、家畜と貨財とを持つ民を攻めようとする。 
シバ、デダン、タルシシの商人、およびそのもろもろの村々はあなたに言う、『あなたは物を奪うために来たのか。物をかすめるために軍隊を集めたのか。あなたは金銀を持ち去り、家畜と貨財とを取りあげ、大いに物を奪おうとするのか』と。 
それゆえ、人の子よ、ゴグに預言して言え。
主なる神はこう言われる、わが民イスラエルの安らかに住むその日に、あなたは立ちあがり、北の果のあなたの所から来る。多くの民はあなたと共におり、みな馬に乗り、その軍隊は大きく、その兵士は強い。あなたはわが民イスラエルに攻めのぼり、雲のように地をおおう。ゴグよ、終りの日にわたしはあなたを、わが国に攻めきたらせ、あなたをとおして、わたしの聖なることを諸国民の目の前にあらわして、彼らにわたしを知らせる。 
主なる神はこう言われる、わたしが昔、わがしもべイスラエルの預言者たちによって語ったのは、あなたのことではないか。すなわち彼らは、そのころ年久しく預言して、わたしはあなたを送って、彼らを攻めさせると言ったではないか。 
しかし主なる神は言われる、その日、すなわちゴグがイスラエルの地に攻め入る日に、わが怒りは現れる。わたしは、わがねたみと、燃えたつ怒りとをもって言う。その日には必ずイスラエルの地に、大いなる震動があり、 海の魚、空の鳥、野の獣、すべての地に這うもの、地のおもてにあるすべての人は、わが前に打ち震える。また山々はくずれ、がけは落ち、すべての石がきは地に倒れる。
主なる神は言われる、わたしはゴグに対し、すべての恐れを呼びよせる。すべての人のつるぎは、その兄弟に向けられる。わたしは疫病と流血とをもって彼をさばく。わたしはみなぎる雨と、ひょうと、火と、硫黄とを、彼とその軍隊および彼と共におる多くの民の上に降らせる。 
そしてわたしはわたしの大いなることと、わたしの聖なることとを、多くの国民の目に示す。そして彼らはわたしが主であることを悟る。（口語訳聖書：エゼキエル書38章8-23節）      

人の子よ、ゴグに向かって預言して言え。
主なる神はこう言われる、メセクとトバルの大君であるゴグよ、見よ、わたしはあなたの敵となる。わたしはあなたを引きもどし、あなたを押しやり、北の果から上らせ、イスラエルの山々に導き、あなたの左の手から弓を打ち落し、右の手から矢を落させる。あなたとあなたのすべての軍隊およびあなたと共にいる民たちは、イスラエルの山々に倒れる。わたしはあなたを、諸種の猛禽と野獣とに与えて食わせる。あなたは野の面に倒れる。
わたしがこれを言ったからであると、主なる神は言われる。わたしはゴグと、海沿いの国々に安らかに住む者に対して火を送り、彼らにわたしが主であることを悟らせる。わたしはわが聖なる名を、わが民イスラエルのうちに知らせ、重ねてわが聖なる名を汚させない。諸国民はわたしが主、イスラエルの聖者であることを悟る。 
主なる神は言われる、見よ、これは来る、必ず成就する。これはわたしが言った日である。（口語訳聖書：エゼキエル書39章1-8節）      

### ヨハネの黙示録
ヨハネの黙示録にもエゼキエル書と似た記述がある。
ヨハネの黙示録では、千年王国が終わると、サタンが底無しの渕から解放され、地上の四方にいる諸国の民「ゴグとマゴグ」を惑わし、地上の広い場所に攻め上るとされる。

第一の復活にあずかる者は、幸いな者、聖なる者である。この者たちに対して、第二の死は何の力もない。彼らは神とキリストの祭司となって、千年の間キリストと共に統治する。この千年が終わると、サタンはその牢から解放され、地上の四方にいる諸国の民、ゴグとマゴグを惑わそうとして出て行き、彼らを集めて戦わせようとする。その数は海の砂のように多い。彼らは地上の広い場所に攻め上って行って、聖なる者たちの陣営と、愛された都とを囲んだ。すると、天から火が下って来て、彼らを焼き尽くした。そして彼らを惑わした悪魔は、火と硫黄の池に投げ込まれた。そこにはあの獣と偽預言者がいる。そして、この者どもは昼も夜も世々限りなく責めさいなまれる。（口語訳聖書：ヨハネの黙示録20章6-10節） 

## クルアーン
「ゴグとマゴグ」は、クルアーンの洞窟の章において、ズル＝カルナインの伝説と関連してヤージュージュとマージュージュ（アラビア語: يأجوج ومأجوج）の名で言及されている。ゴグとマゴグを防ぐため、ズル＝カルナインは鉄の壁を築いた。
洞窟の章および預言者の章によると、世界の終末には壁が崩れて、ゴグとマゴグが攻め込むとされる。
一説には万里の長城のことが歪められて伝わったものともいう。
ズル＝カルナイン（アラビア語: ذو القرنين、アラビア語ラテン翻字: Dhū 'l-Qarnayn）とは「二本の角をもつ者」を意味し、アレクサンドロス3世（アレクサンドロス大王）の通称である。彼の額に二本の角が生えていたとの伝承に基づく。

彼（ズル＝カルナイン）が2つの山の間に来た時、彼はその麓にほとんど言葉を解しない一種族を見付けた。
彼らは言った。「ズル＝カルナインよ、ゴグとマゴグが、この国で悪を働いています。それで私たちは税を納めますから、防壁を築いて下さいませんか。」
彼は（答えて）言った。「主が私に授けられた（力）は、（この種族よりも）優れている。それであなたがたが、力技で助けてくれるならば、私はあなたがたと彼らとの間に防壁を築こう。鉄の塊りを私の所に持って来なさい。」
やがて2つの山の間の空地が満たされた時、彼は言った。「吹け。それが火になるまで。」（また）彼は言った。「溶けた銅を持って来てその上に注げ。」
それで彼ら（ゴグとマゴグ）は、それに登ることも出来ず、またそれに穴を掘ることも出来なかった。
彼（ズル＝カルナイン）は言った。「これは、私の主からの御慈悲である。しかし主の約束がやって来る時、彼はそれを粉々にされよう。私の主の御約束は真実である。」
（ゴグとマゴグの現れる）その日、われは人をお互いに押し寄せる波のようにまかせよう。その時ラッパが吹かれ、それでわれはすべての者を一斉に集める。（クルアーン18：92-99）

イブン・ハンバルは、ムスナド・アフマドにおいて、次のハディースを記録している。

毎日、ゴグとマゴグは防壁を破ろうと穴を掘っています。
その穴の先に陽の光が見え始めると、彼らの監督はこう言うのです。「戻るのだ。穴を掘るのは明日再開せよ。」
そして彼らが戻ってくると、防壁は以前よりも強化されたものになっているのです。
神が彼らの開放をお望みになるまで、彼らはこれを繰り返すのです。
彼らが陽の光が見え始めるまで掘り進むと、監督はこう言うでしょう。「戻るのだ。穴を掘るのは明日再開せよ。神の御意ならば。」
このとき、彼らは例外的に「神の御意ならば」 と言い、神の御意に委ねます。
彼らが翌日戻ってくると、穴は去ったときと同じ状態のままなのです。
彼らは掘り進め、人々の前に現れます。
彼らはすべての水を飲み尽くし、人々は要塞の中に立て篭もるでしょう。
ゴグとマゴグは空に弓矢を放つと、それらは血のようなものにまみれて地上に落ちてきます。
ゴグとマゴグは言うでしょう。「我々は大地の人々に勝利した。そして天の人々を超えたのだ。」
すると神は彼らのうなじにミミズのようなものを送り、それによって彼らは死に絶えるでしょう。
ムハンマドの魂がその手中にある御方（神）にかけて。大地の獣は肥えるでしょう。」（アッ＝スユーティー）

## ブリテン島の伝承
イギリスには聖書に記述される「ゴグとマゴグ」が基になったと考えられる伝承がある。この「ゴグとマゴグ」は聖書の記述と異なり、「巨人の悪魔」であったとされる。内容は様々である。
ローマ皇帝ディオクレティアヌスには娘がおり、彼女は夫殺しの罪でブリテン島に流され、悪魔の妻となって「巨人の悪魔」達を生んだとされる。
「ゴグとマゴグ」の兄弟は捕虜となり、城（後のシティ・オブ・ロンドンのギルドホール）の門番にされ、ロンドン市の守護者となったとされる。
ヘンリー5世の時代から、「ロード・メイヤーズ・ショー」（英: Lord Mayor's show）というロンドン市中心部で行われる祭りで、「ゴグとマゴグ」のパレードが始まったとされる。